# Interclub de Brazzaville
Interclub de Brazzaville is een voetbalclub uit Congo-Brazzaville uit de hoofdstad Brazzaville. Ze komen uit in de Premier League, de hoogste voetbaldivisie van het land. De club werd in 1988 en 1990 landskampioen.

## Palmares
- Premier League

1988, 1990